# Франция на зимних Олимпийских играх 1984
Франция принимала участие в Зимних Олимпийских играх 1984 года в Сараево (СФРЮ) в четырнадцатый раз за свою историю, и завоевала одну серебряную и две бронзовые медали. Сборная страны состояла из 32 спортсменов (22 мужчины, 10 женщин).

## Медалисты
| Медаль  | Спортсмен    | Вид спорта        | Дисциплина                 |
| ------- | ------------ | ----------------- | -------------------------- |
| Серебро | Перрин Пелан | Горнолыжный спорт | Женщины, гигантский слалом |
| Бронза  | Дидье Буве   | Горнолыжный спорт | Мужчины, слалом            |
| Бронза  | Перрин Пелан | Горнолыжный спорт | Женщины, слалом            |